# SEED
SEED — в криптографии симметричный блочный криптоалгоритм на основе Сети Фейстеля, разработанный Корейским агентством информационной безопасности (Korean Information Security Agency, KISA) в 1998 году. В алгоритме используется 128-битный блок и ключ длиной 128 бит. Алгоритм получил широкое распространение и используется финансовыми и банковскими структурами, производственными предприятиями и бюджетными учреждениями Южной Кореи, поскольку 40-битный SSL не обеспечивает на данный момент минимально необходимого уровня безопасности. Агентством по защите информации специфицировано использование шифра SEED в протоколах TLS и S/MIME. В то же время, алгоритм SEED не реализован в большинстве современных браузеров и интернет-приложений, что затрудняет его использование в данной сфере вне пределов Южной Кореи.
SEED представляет собой Сеть Фейстеля с 16 раундами, 128-битовыми блоками и 128-битовым ключом. Алгоритм использует две 8 × 8 таблицы подстановки, которые, как таковые из Safer, выведены из дискретного возведения в степень (в этом случае, x247 и x251 — плюс некоторые «несовместимые операции»). Это является некоторым сходством c MISTY1 в рекурсивности его структуры: 128-битовый полный шифр — сеть Фейстеля с F-функцией, воздействующей на 64-битовые половины, в то время как сама F-функция — Сеть Фейстеля, составленная из G-Функции, воздействующей на 32-разрядные половины. Однако рекурсия не простирается далее, потому что G-Функция — не Сеть Фейстеля. В G-Функции 32-разрядное слово рассматривают как четыре 8-битовых байта, каждый из которых проходит через одну или другую таблицу подстановки, затем объединяется в умеренно комплексном наборе булевых функций таким образом, что каждый бит вывода зависит от 3 из 4 входных байтов.
SEED имеет сложное ключевое расписание, генерируя тридцать два 32-разрядных дополнительных символа, используя G-Функции на сериях вращений исходного необработанного ключа, комбинированного со специальными раундовыми константами (как в TEA) от «Золотого соотношения» (англ. Golden ratio).

## Безопасность
Согласно исследованиям KISA, алгоритм SEED «надежно противостоит известным атакам».